# 피데
피데(튀르키예어: pide)는 튀르키예의 전통 납작빵이다.

## 같이 보기
- 마트나카시
- 소문
- 피타